# جير باكي
جير باكي (بالنرويجية البوكمول: Geir Bakke)‏ هو لاعب كرة قدم نرويجي، ولد في 23 أكتوبر 1969 في النرويج. شارك مع منتخب النرويج تحت 18 سنة لكرة القدم. أما مع النوادي، فقد لعب مع نادي ستابك.